# Dmitri Barsuk
Dmitry Nikolayevich Barsuk (ur. 20 stycznia 1980 w Armawir) – rosyjski siatkarz plażowy, wicemistrz Świata z 2007 roku oraz brązowy medalista Mistrzostw Europy 2008 roku grający razem z Igorem Kołodinskim, a także uczestnik Igrzysk Olimpijskich w 2008.